# رامیا وانیگاسکارا
رامیا وانیگاسکارا  (به انگلیسی: Ramya Wanigasekara؛ ۱۷ ژوئیهٔ ۱۹۵۰ – ۸ مارس ۲۰۲۴) یک بازیگر اهل سری‌لانکا بود. وی که از پیشگامان رادیو سری‌لانکا بود، بیش از دو دهه گویندهٔ اخبار رادیو سیلان بود.

## درگذشت
وانیگاسکارا، در ۸ مارس ۲۰۲۴، در سن ۷۳ سالگی درگذشت.